# Douglas DC-9
Die Douglas DC-9 bzw. McDonnell Douglas DC-9 ist ein zweistrahliges Schmalrumpfflugzeug des US-amerikanischen Flugzeugherstellers Douglas Aircraft Company (ab 1967: McDonnell Douglas) für den Kurz- und Mittelstreckenverkehr. Es handelt sich um einen zweistrahligen Tiefdecker mit seitlich am Heck angebrachten Strahltriebwerken, einer Druckkabine, einem Einziehfahrwerk und einem T-Leitwerk. Die DC-9 wurde von Douglas nach den Erfahrungen mit der vierstrahligen Langstreckenmaschine DC-8 völlig neu entwickelt, um sie zu ergänzen.

## Geschichte
Die ersten Entwürfe zur zukünftigen DC-9 wurden 1961 als Douglas Model 2086 erstellt, die der endgültigen Auslegung bereits sehr nahe kamen und eine Flügelpfeilung von 24° vorsahen. Der Rumpfquerschnitt entsprach von der Konzeption her dem Doppelkreisquerschnitt der Douglas DC-8, war aber kleiner als dieser, was sich auf die Dauer noch als Wettbewerbsnachteil gegenüber den Boeing-Modellen 727, 737 und 757 erweisen sollte, die den Rumpf der 707 direkt übernahmen. Von Anfang an war die Verwendung von Turbofan-Triebwerken vorgesehen. Im Gespräch waren zunächst das Pratt & Whitney JTF10A-2 oder das Rolls-Royce Spey. Abhängig von der Bestuhlung sollten 56 bis 77 Passagiere Platz finden. Bereits im April 1962 wurden Entwurfsdetails lanciert und in der Fachpresse veröffentlicht, bei denen man von einem Markt von 400 bis 1000 Flugzeugen in diesem Segment für die nächsten zehn Jahre ausging.
Die Entscheidung, das Flugzeug, nun bereits mit dem Namen DC-9, zu entwickeln, wurde am 9. April 1963 bekanntgegeben, und die detaillierten Konstruktionsarbeiten begannen im Juli 1963. Der ursprüngliche Entwurf wurde um etwa 3 m verlängert und bot so bis zu 83 Passagieren Platz. Erstbesteller des neuen Musters waren im Sommer 1963 die Bonanza Airlines und Delta Air Lines.

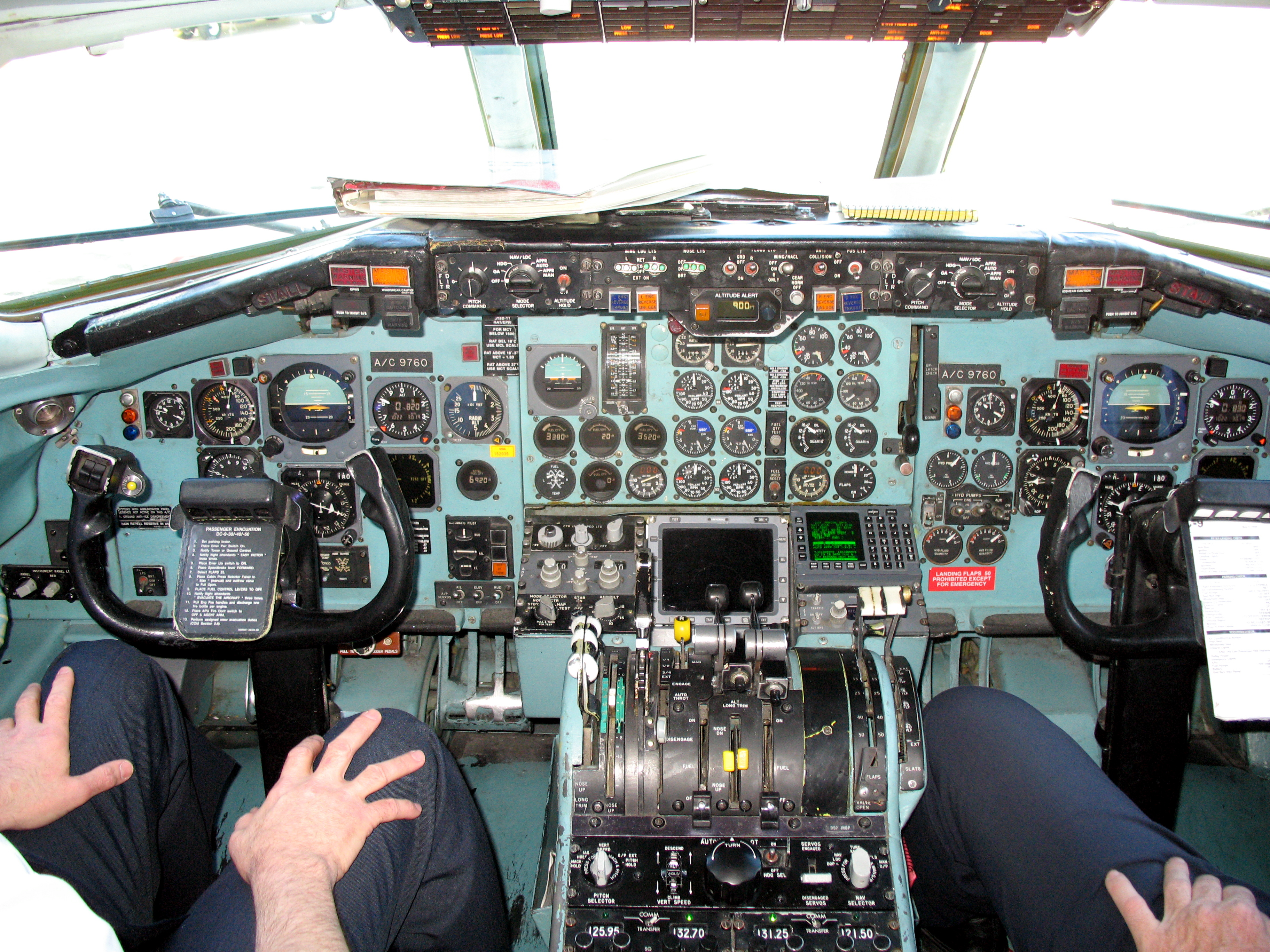
Cockpit der Douglas DC-9

Der erste von insgesamt fünf Prototypen startete am 25. Februar 1965 zu seinem Erstflug. Damit das Flugzeug, gemäß den damaligen Vorschriften, mit einer Cockpitbesatzung von nur zwei Piloten betrieben werden konnte, wurde die Abflugmasse auf 37.400 kg begrenzt. Als Triebwerke wurden in ihrer Schubkraft auf 55,6 kN begrenzte Pratt & Whitney JT8D5-Turbofans verwendet. Die Zulassung durch die Federal Aviation Administration erfolgte am 23. November 1965. Am 8. Dezember 1965 nahm die Delta Air Lines den Liniendienstbetrieb mit der DC-9-10 auf.
Von der DC-9 abgeleitet wurden die Nachfolgemodelle der Baureihen McDonnell Douglas MD-80, die MD-90 und schließlich die Boeing 717.
Die offiziellen Typenbezeichnungen in der jeweiligen Musterzulassung blieben jedoch bestehen, also DC-9-81, -82, -83 und -87. Erst die MD-88 und die spätere MD-90 wurden auch amtlich unter diesen Bezeichnungen zugelassen.
Die spätere Typenbezeichnung MD rührt daher, dass Douglas 1967 mit McDonnell zu McDonnell Douglas fusionierte. McDonnell Douglas wiederum wurde 1997 von Boeing übernommen, die die letzte Version der DC-9 erneut modernisierten und als Boeing 717 vertrieben.
Die DC-9-Familie erreichte bis zur letzten Auslieferung einer Boeing 717 am 23. Juni 2006 eine Gesamtproduktion von 2.438 Exemplaren. Davon entfielen 976 Exemplare auf die DC-9, 1.191 auf die MD-80, 116 auf die MD-90, sowie 155 auf die 717. Es ist damit eines der erfolgreichsten Passagierflugzeuge.
Große Betreiber waren im Jahr 2013 Delta Air Lines (15), die US Navy (12) und USA Jet Airlines (10) sowie im November 2017 American Airlines (46) und Allegiant Air (39). Delta Air Lines setzte DC-9 ein, die von der ehemaligen Northwest Airlines übernommen wurden. Bis Ende 2008 wurde die Flotte (noch durch Northwest) von 103 auf 68 Exemplare reduziert und seitdem immer weiter abgebaut. Die DC-9-30 wurde im Oktober 2010 ausgemustert, die DC-9-40 zum Jahresende 2010. Die 50er-Versionen verblieben weiterhin in der Flotte, wurden jedoch sukzessive ebenfalls ersetzt und im Januar 2014 endgültig ausgemustert.

## Versionen
Von der DC-9 Reihe wurden von 1965 bis 1982 in Long Beach 976 Flugzeuge produziert.

### Zivile Varianten

#### DC-9 Series 10

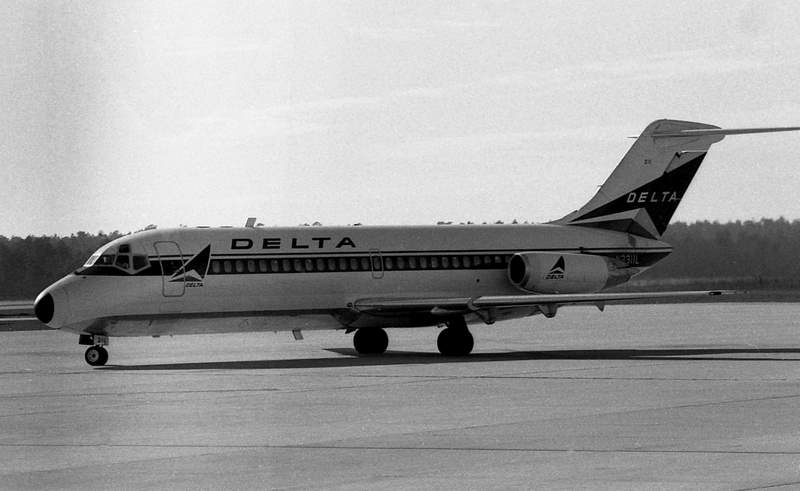
DC-9-10 der Delta Air Lines

Die Series 10, häufig auch vereinfacht als DC-9-10 bezeichnet, war die erste Modellserie der DC-9. Sie bot 90 Passagieren Platz und absolvierte ihren Erstflug am 25. Februar 1965, woraufhin die erste Maschine bereits am 18. September 1965 an den Erstkunden Delta Air Lines übergeben wurde. Mit ihr können 90 Passagiere über 2340 km transportiert werden.
Die Series 10 umfasste die Unterversionen DC-9-11, -12, -13, -14, -15 und die Frachtausführung -15F, wobei die DC-9-15F ausschließlich durch nachträgliche Umbauten von Passagier-DC-9 – bzw. kombinierten Passagier- und Fracht-Versionen der DC-9 – entstanden und nicht werksneu produziert wurden. Die DC-9-11 bis -15 unterschieden sich fast ausschließlich durch die eingesetzten Varianten der Pratt & Whitney-Triebwerke (JT8D-5 oder JT8D-7). Im Laufe der Zeit wurden fast alle DC-9 der Series 10 auf den DC-9-15-Standard gebracht. Insgesamt wurden bis zur letzten Auslieferung Ende 1968 137 DC-9-10 produziert.

#### DC-9 Series 20

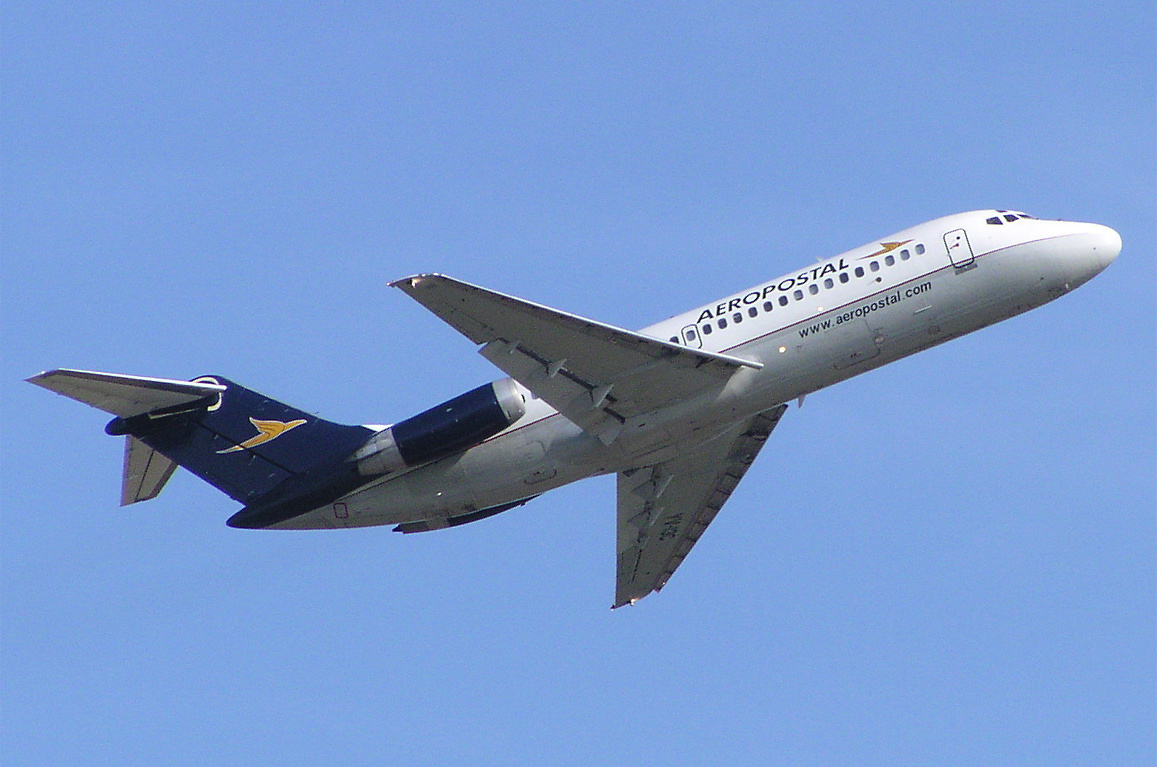
DC-9-20 der Aeropostal

Nominell ist die Series 20 oder DC-9-20 das zweite Mitglied der DC-9-Reihe, entwickelt und angeboten wurde sie jedoch als viertes, nach den Serien 10, 30 und 40. Die Series 20 wurde als Hochleistungs-Version der Series 10 entwickelt; dies bedeutete eine größere Spannweite und stärkere Triebwerke (Pratt & Whitney JT8D-9 oder JT8D-11), um so auch von kurzen Startbahnen und hochgelegenen Flughäfen aus starten zu können, außerdem vergrößerte sich die Reichweite auf 3.430 km, über die nun 90 Passagiere geflogen werden können.
Von der Series 20 gibt es lediglich eine Baureihe, die DC-9-21. Der einzige Kunde war die skandinavische SAS, die zwischen Dezember 1968 und Mai 1969 10 Exemplare erhielt.

#### DC-9 Series 30

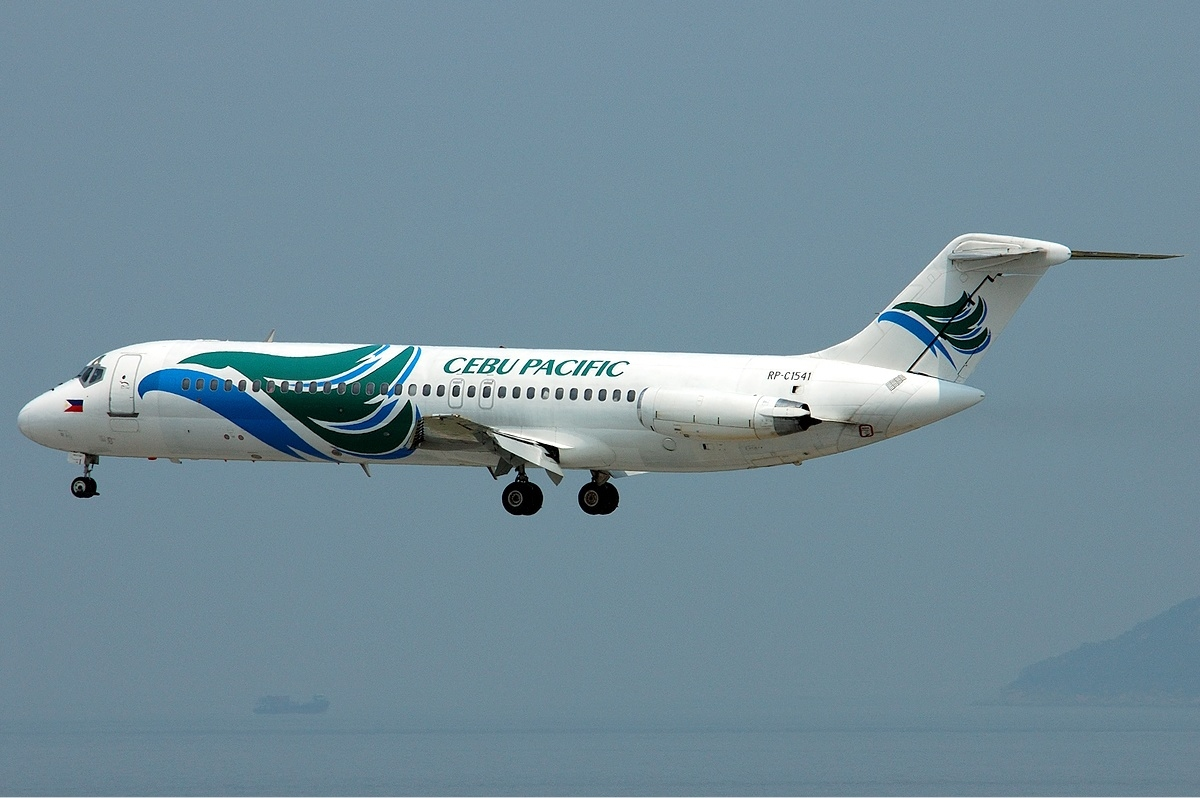
DC-9-30 der Cebu Pacific

Die gegenüber dem Grundmuster um etwa 4,50 Meter verlängerte Series 30 oder DC-9-30 war die zweite angebotene Version der DC-9. Mit insgesamt 621 produzierten Exemplaren war sie der erfolgreichste Typ der ursprünglichen DC-9-Familie. Die erste Auslieferung erfolgte im Januar 1967 an Eastern Air Lines. Durch den verlängerten Rumpf bot die DC-9-30 bis zu 115 Passagieren Platz. Auch die Tragflächen der Series 30 wurden verlängert und, um auch Starts und Landungen auf kurzen Bahnen zu ermöglichen, mit einem neuartigen Vorflügel-Klappensystem ausgestattet. Die Reichweite beträgt 3030 km.
Die Series 30 umfasste die Untervarianten DC-9-31 und -32 sowie die Frachtversionen -32F und -33F. Erstmals wurden im Rahmen der Series 30 auch sechs Exemplare der DC-9 ab Werk als Frachter produziert. Angetrieben wurden die verschiedenen Varianten der Series 30 durch Pratt & Whitney JT8D-7, JT8D-9, JT8D-11 oder JT8D-15 Triebwerke. Im August 2006 waren von 621 gebauten DC-9-30 noch 294 im Dienst.

#### DC-9 Series 40

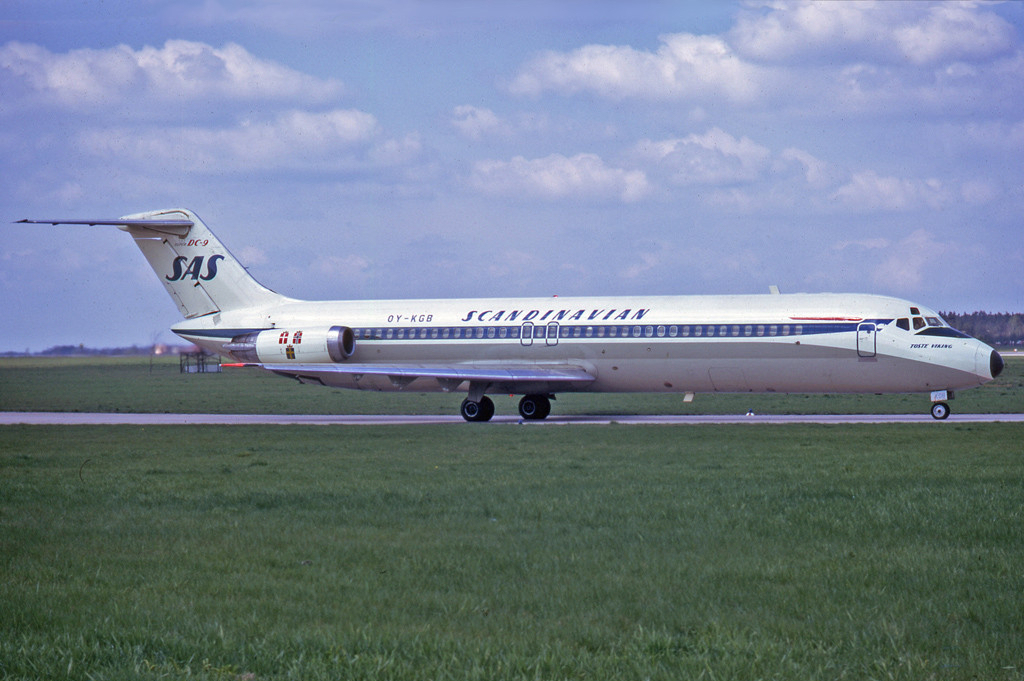
DC-9-40 der SAS Scandinavian Airlines

Um der Nachfrage nach höherer Passagierkapazität nachzukommen, bot McDonnell Douglas als dritte Variante der DC-9 die Series 40 oder DC-9-40 an, die wiederum um einen verlängerten Rumpf mit Platz für maximal 125 Passagiere bei einer gesteigerten Reichweite von 3120 km besaß. Die Tragflächen waren identisch mit dem der Series 30. Die erste Auslieferung erfolgte Ende Februar 1968 an SAS. Obwohl die 40er-Serie aus nur einer Untervariante – der DC-9-41 – bestand, waren verschiedene Triebwerksvarianten (Pratt & Whitney JT8D-9, JT8D-11 oder JT8D-15) verfügbar.
Nur zwei Kunden – die bereits genannte SAS und die japanische TDA Toa Domestic Airlines – bestellten insgesamt 71 Exemplare der DC-9-41, von denen das letzte am 7. März 1979 ausgeliefert wurde.

#### DC-9 Series 50
Die fünfte Variante der DC-9, die Series 50 oder DC-9-50, verfügte über einen auf 40,70 m gestreckten Rumpf, in dem bis zu 130 Passagiere untergebracht werden konnten. Die Reichweite beträgt 3030 km. Die Tragflächen sind, wie bereits bei der DC-9-40, von der DC-9-30 übernommen worden. Auch die Series 50 bestand aus nur einer Baureihe, der DC-9-51, angetrieben durch Pratt & Whitney JT8D-15 oder JT8D-17. Das erste von 12 bestellten Exemplaren ging am 14. August 1975 an Swissair. Insgesamt verließen 96 DC-9-50 die McDonnell Douglas-Werkshallen in Long Beach. Größter Betreiber fabrikneuer DC-9-51 war North Central Airlines (18), gefolgt von Finnair (12) sowie Hawaiian Airlines und Republic Airlines (je 10). In Europa wurden neue DC-9-51 auch betrieben von Austrian Airlines (5) und Inex Adria Airways (2).

### Militärische Varianten
C-9A Nightingale

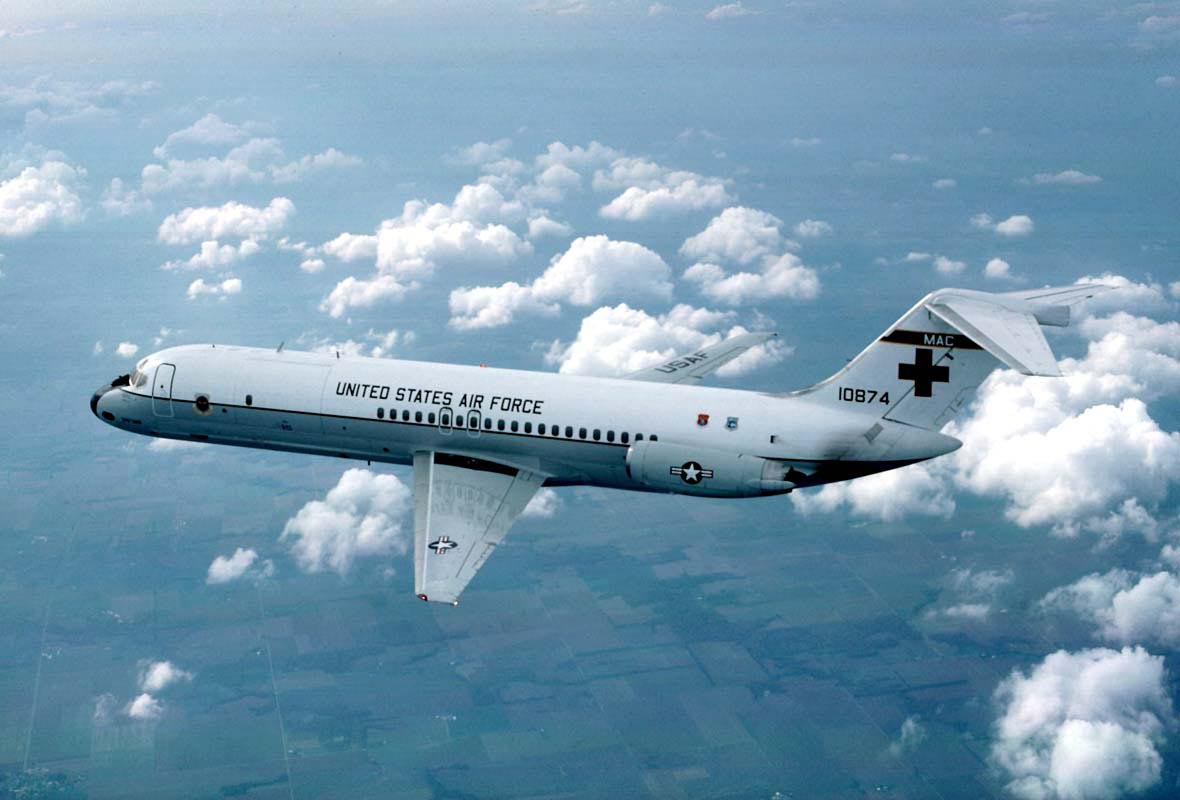
DC-9-C9A der US Air Force

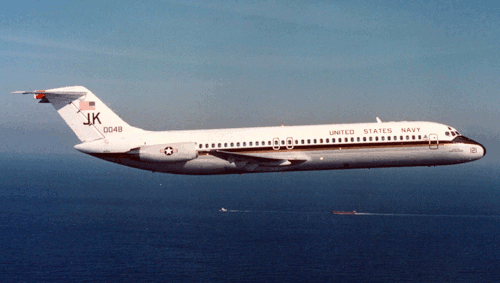
C-9B Skytrain II der US Navy

Die DC-9-C9A ist eine speziell als Sanitätsflugzeug ausgerüstete DC-9 Series 30, die von der United States Air Force betrieben wurde. Benannt wurde der Typ nach Florence Nightingale. Hiervon wurden 23 Exemplare gebaut und ab 1968 für den Kranken- und Personaltransport eingesetzt. Die letzte dieser Maschinen (Werknummer 876) wurde im September 2005 außer Dienst gestellt.
C-9B Skytrain II
17 Flugzeuge der Series 30 und Series 40 wurden mit der Bezeichnung C-9B (offiziell: DC-9-C9B) als Transportflugzeug für die US Navy und das US Marine Corps geliefert.
VC-9C
Insgesamt wurden auch drei Exemplare der DC-9-30 mit der Bezeichnung VC-9C (offiziell: DC-9-VC-9C) als VIP-Flugzeug für die United States Air Force produziert.

## Sonstiges
Eine DC-9 wird vom kalifornischen Fallschirmsprunganbieter Perris Valley Skydiving für das Absetzen von Fallschirmspringern eingesetzt. Hierzu wurde die Passagiertür in der Verlängerung des Mittelgangs im Flugzeugheck modifiziert, so dass sie sich während des Fluges öffnen lässt.

## Betreiber
Mit Stand Juli 2018 sind noch 44 Exemplare der DC-9 zugelassen, die meisten davon Frachtmaschinen.

### Zivile Betreiber

#### Passagiermaschinen
Mit Stand Juli 2018 gibt es weltweit noch vier Fluggesellschaften aus zwei Ländern, die insgesamt sieben Exemplare der DC-9 auf kommerziellen Passagierflügen einsetzen:
| Betreiber               | Land      | Baureihe | Baujahr | Kennzeichen | Anmerkung |
| ----------------------- | --------- | -------- | ------- | ----------- | --------- |
| Fly-SAX                 | Kenia     | DC-9-14  | 1966    | 5Y-SAZ      |           |
| Fly-SAX                 | Kenia     | DC-9-14  | 1966    | 5Y-XXA      | inaktiv   |
| African Express Airways | Kenia     | DC-9-32  | 1968    | 5Y-AXF      |           |
| Global Aviation         | Südafrika | DC-9-32  | 1967    | ZS-GAG      |           |
| Global Aviation         | Südafrika | DC-9-32  | 1979    | ZS-GAU      |           |
| Pheobus Apollo          | Südafrika | DC-9-32  | 1968    | TN-AJG      | inaktiv   |
| Pheobus Apollo          | Südafrika | DC-9-32  | 1969    | ZS-PAK      |           |

##### Weitere Passagiermaschinen
Eine Passagiermaschine des Typs DC-9-15, Baujahr 1966, mit dem Luftfahrzeugkennzeichen N8860 ist seit 2015 als Dienstflugzeug des US-amerikanischen Nachrichtensenders Mercury Radio Arts im Einsatz. Es handelt sich um eine ehemalige Passagiermaschine in nachgerüsteter VIP-Ausführung.
Ein weiteres ehemaliges Passagierflugzeug vom Typ DC-9-31, Baujahr 1971, N932ML ist seit 2014 als Testflugzeug bei Textron Aviation in Betrieb.
Das texanische Unternehmen Waterworld Jet Aviation besitze eine DC-9-32, Baujahr 1972, N10876 mit VIP-Ausstattung, die ehemals bei der US Air Force im Einsatz war. Das Unternehmen hat die Maschine, die derzeit eingelagert ist, in den Farben der Air Force One lackieren lassen.

#### Frachtmaschinen
Mit Stand Juli 2018 betreiben sieben Fluggesellschaften aus drei Ländern 30 Frachtmaschinen des Typs DC-9:
| Betreiber           | Land   | Baureihe | Baujahr | Kennzeichen | Anmerkung |
| ------------------- | ------ | -------- | ------- | ----------- | --------- |
| Aeronaves TSM       | Mexiko | DC-9-15  | 1967    | XA-UXP      |           |
| Aeronaves TSM       | Mexiko | DC-9-15  | 1967    | XA-TIG      | inaktiv   |
| Aeronaves TSM       | Mexiko | DC-9-15  | 1967    | XA-UXR      |           |
| Aeronaves TSM       | Mexiko | DC-9-32  | 1967    | XA-UQT      |           |
| Aeronaves TSM       | Mexiko | DC-9-32  | 1967    | XA-URM      |           |
| Aeronaves TSM       | Mexiko | DC-9-32  | 1969    | XA-UUT      |           |
| Aeronaves TSM       | Mexiko | DC-9-33  | 1968    | XA-DHL      |           |
| Aeronaves TSM       | Mexiko | DC-9-33  | 1968    | XA-UOG      |           |
| Aeronaves TSM       | Mexiko | DC-9-33  | 1969    | XA-         | inaktiv   |
| Aeronaves TSM       | Mexiko | DC-9-33  | 1969    | XA-UPS      |           |
| Ameristar           | USA    | DC-9-15  | 1966    | N782TW      |           |
| Ameristar           | USA    | DC-9-15  | 1967    | N783TW      |           |
| Ameristar           | USA    | DC-9-15  | 1967    | N784TW      |           |
| Ameristar           | USA    | DC-9-15  | 1967    | N785TW      |           |
| Astral Aviation     | Kenia  | DC-9-34  | 1976    | 5Y-SAN      |           |
| Astral Aviation     | Kenia  | DC-9-34  | 1976    | 5Y-UAE      |           |
| Everts Air          | USA    | DC-9-32  | 1967    | N904CE      | inaktiv   |
| Everts Air          | USA    | DC-9-33  | 1968    | N930CE      |           |
| Everts Air          | USA    | DC-9-33  | 1969    | N935CE      | inaktiv   |
| Everts Air          | USA    | DC-9-33  | 1970    | N932CE      |           |
| Kalitta Charters II | USA    | DC-9-15  | 1967    | N915CK      |           |
| Kalitta Charters II | USA    | DC-9-15  | 1967    | N917CK      |           |
| Kalitta Charters II | USA    | DC-9-33  | 1968    | N916CK      |           |
| Skyway Enterprises  | USA    | DC-9-15  | 1967    | N112PS      |           |
| USA Jet Airlines    | USA    | DC-9-15  | 1967    | N195US      |           |
| USA Jet Airlines    | USA    | DC-9-15  | 1967    | N196US      |           |
| USA Jet Airlines    | USA    | DC-9-15  | 1967    | N192US      |           |
| USA Jet Airlines    | USA    | DC-9-32  | 1968    | N208US      |           |
| USA Jet Airlines    | USA    | DC-9-32  | 1976    | N205US      |           |
| USA Jet Airlines    | USA    | DC-9-33  | 1969    | N327US      |           |

### Militärische und staatliche Betreiber
Mit Stand Juli 2018 sind noch vier Maschinen in einem Land auf militärische Nutzer und Behörden zugelassen:
| Betreiber                                | Land | Baureihe | Baujahr | Kennzeichen | Anmerkung |
| ---------------------------------------- | ---- | -------- | ------- | ----------- | --- |
| United States Marine Corps               | USA  | DC-9-32  | 1982    | 161529      | militärische Variante C-9B Skytrain II |
| United States Marine Corps               | USA  | DC-9-32  | 1982    | 161530      | militärische Variante C-9B Skytrain II |
| NASA                                     | USA  | DC-9-33  | 1969    | N932NA      | ehem. Passagiermaschine, später für die US Navy umgebaut zur militärischen Variante C-9B Skytrain II, nach erneutem Umbau bei der NASA als Flugzeug für Parabelflüge im Einsatz; inaktiv |
| National Nuclear Security Administration | USA  | DC-9-32  | 1969    | N45NA       | ehem. Passagiermaschine, später für die US Navy umgebaut zur militärischen Variante C-9B Skytrain II                                                                                     |

#### Ehemalige militärische und staatliche Betreiber
Italien
- Italienische Luftstreitkräfte

 Kuwait
- Kuwaitische Luftstreitkräfte

 Mexiko
- Mexikanische Luftstreitkräfte

 Vereinigte Staaten
- United States Navy
- United States Air Force
- Außenministerium der Vereinigten Staaten
- Justice Prisoner and Alien Transportation System

 UNO

## Zwischenfälle
Von 973 hergestellten Douglas DC-9 mussten bis Februar 2019 93 als Totalschaden abgeschrieben werden, weil sie durch Unfälle oder kriminelle Einflüsse zerstört oder entsprechend beschädigt wurden. Das entspricht etwa 9,53 Prozent aller produzierten DC-9. Bei 49 dieser Zwischenfälle kam es zu Todesopfern, dabei starben 2133 Menschen. Mit 0,78 Unfällen pro eine Million Starts entspricht die durchschnittliche Sicherheit der Douglas DC-9 der vergleichbarer Flugzeugbaureihen (Boeing 727 mit einem Wert von 0,73, Boeing 737-100/200 mit 0,89).

## Technische Daten

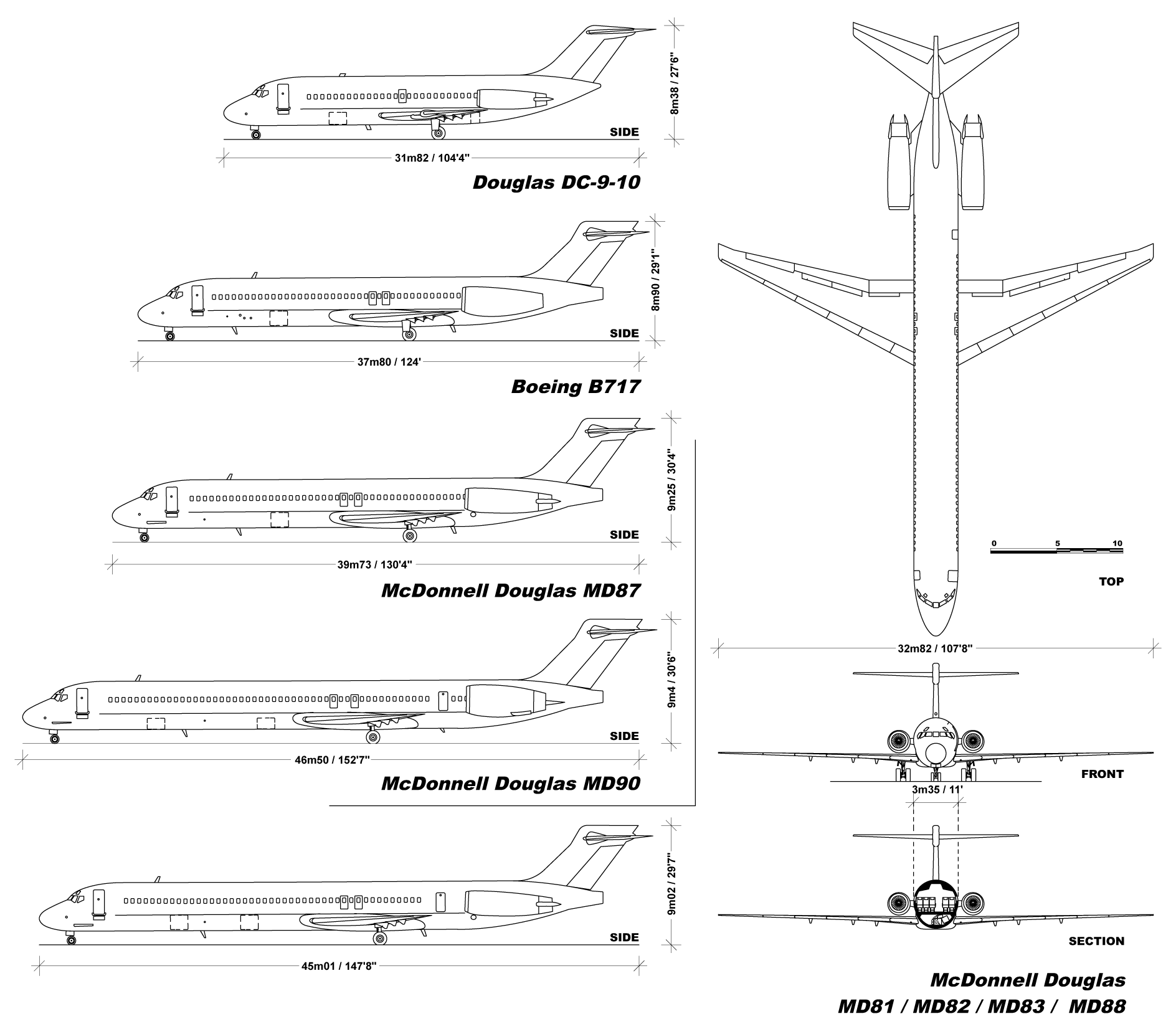
Douglas DC-9 Familie

| Kenngröße            | DC-9-10         | DC-9-21         | DC-9-30         | DC-9-40         | DC-9-50         |
| -------------------- | --------------- | --------------- | --------------- | --------------- | --------------- |
| Länge                | 31,80 m         | 31,80 m         | 36,60 m         | 38,30 m         | 40,70 m         |
| Spannweite           | 27,20 m         | 28,40 m         | 28,40 m         | 28,40 m         | 28,40 m         |
| Höhe                 | 8,38 m          | 8,38 m          | 8,38 m          | 8,38 m          | 8,38 m          |
| Flügelfläche         | 86,80 m²        | 93,00 m²        | 93,00 m²        | 93,00 m²        | 93,00 m²        |
| Flügelstreckung      | 8,5             | 8,7             | 8,7             | 8,7             | 8,7             |
| max. Startmasse      | 41.177 kg       | 44.492 kg       | 49.940 kg       | 51.756 kg       | 54.934 kg       |
| Reisegeschwindigkeit | ca. 900 km/h    | ca. 900 km/h    | ca. 900 km/h    | ca. 900 km/h    | ca. 900 km/h    |
| Kabinenbreite        | 3,11            | 3,11            | 3,11            | 3,11            | 3,11            |
| max. Passagiere      | 90              | 90              | 115             | 125             | 139             |
| Reichweite           | 2.340 km        | 3.430 km        | 3.030 km        | 3.120 km        | 3.030 km        |
| Antrieb              | zwei P&W JT8D-7 | zwei P&W JT8D-7 | zwei P&W JT8D-7 | zwei P&W JT8D-7 | zwei P&W JT8D-7 |
| Schub                | 2 × 62,3 kN     | 2 × 66,7 kN     | 2 × 68,9 kN     | 2 × 68,9 kN     | 2 × 71,2 kN     |